# Peter David
Peter Allen David, a volte abbreviato in PAD (Fort Meade, 23 settembre 1956 – 24 maggio 2025), è stato uno scrittore e fumettista statunitense conosciuto principalmente per i suoi romanzi ambientati nell'universo di Star Trek e le sue sceneggiature per l'Incredibile Hulk.
Ebreo e residente a Long Island, New York, David spesso ha descritto scherzosamente il suo mestiere come "scrittore di roba" ("writer of stuff"). Era noto per la sua prolificità, caratterizzata da un mescolamento di problemi della vita reale con umorismo e riferimenti alla cultura popolare. Inoltre ha usato spesso la meta-finzione, generalmente per suscitare effetti umoristici, come nei suoi lavori sul fumetto Young Justice della DC Comics.

## Biografia

### Fumetti
Nei primi anni ottanta David lavorò per la Marvel Comics nel settore amministrativo, come responsabile delle vendite, sotto la guida di Carol Kalish. In quel periodo sottopose una bozza di trama per Spectacular Spider-Man intitolata La morte di Jean DeWolff. La storia venne pubblicata, disegnata da Rich Buckler, sui numeri dal 107 al 110. La storia si incentrava sulla morte del personaggio che dava il titolo alla saga e sulle reazioni dei vari personaggi all'evento. Fu un grande successo di pubblico e critica e David lasciò il posto di lavoro per dedicarsi alla scrittura come sceneggiatore regolare di Spectacular per diverso tempo. David riconobbe pubblicamente i meriti della Kalish nell'influenzarlo e spingerlo alla carriera di scrittore, scrivendo in But I Digress un elogio alla memoria della sua ex principale morta improvvisamente per un aneurisma a soli 36 anni nel 1991.
Poco dopo la sua gestione di Spectacular Spider-Man gli venne affidato l'incarico di scrivere le storie di Hulk su The Incredible Hulk, che avrebbe continuato a scrivere per oltre dieci anni. Con David la serie che languiva sia come vendite sia come qualità ebbe un forte rinnovamento: David dette una motivazione psicoanalitica ai conflitti interiori che animavano Bruce Banner, sviluppando il tema degli abusi infantili subiti dal padre, introdotta da Bill Mantlo. Le frequenti mutazioni del personaggio (da verde a grigio, da rabbioso e ottuso a intelligente e cinico) furono caratterizzate da un'intensità emotiva mai vista in precedenza. Anche Michael France nella sceneggiatura del film Hulk di Ang Lee parlò di abusi subiti da Banner da bambino, probabilmente influenzato dalla versione di David.
Altre opere per la Marvel sono sequenze di storie per Wolverine, X-Factor, l'Uomo Ragno 2099 serie (co-creata da David) del soppresso universo alternativo 2099, e la rinnovata versione di Captain Marvel. Inoltre David ha anche sceneggiato Merc e Justice, serie del New Universe.
Alla DC Comics David scrisse nel 1990 una miniserie di sette numeri The Atlantis Chronicles con protagonista Aquaman, che narra la storia di Atlantide, casa del supereroe. David afferma che è uno dei suoi lavori di cui va maggiormente fiero. Nel 1996 scrisse Time and Tide, altra miniserie di Aquaman, che aveva lo scopo di rilanciare la serie regolare del personaggio, che David già scriveva dal 1994 e avrebbe ancora scritto fino al 1998, per un totale di 46 numeri. La sua gestione della serie acquisì notorietà anche perché nel secondo numero della serie perse una mano, sostituita con un uncino, caratteristica che mantenne per il tempo in cui David rimase alle redini della serie.
Sempre per la DC sceneggiò i fumetti di Star Trek dal 1988 al 1991, quando l'editore acquistò i diritti sulla serie. Anche in questa occasione si fece apprezzare, in particolare per l'uso dell'umorismo, realizzando storie fortemente legate alla continuity esistente di Star Trek. Altri personaggi su cui si cimentò con successo furono Supergirl e Young Justice, la cui serie venne poi soppressa per consentire l'utilizzo dei protagonisti nel rinnovo della serie mensile dei Teen Titans, che coincise con l'esordio di una serie animata basata sul gruppo.
David ha lavorato anche per la Dark Horse Comics, firmando le avventure di una spia adolescente (Spy Boy).
Altri fumetti di David sono Soulsearchers and Company (Claypool Comics), serie creator-owned, cioè i cui diritti restano proprietà dell'autore. Inoltre ha scritto Sachs and Violens per la Epic Comics, con i disegni di George Pérez, sempre creator-owned. È anche subentrato a Jim Starlin su Dreadstar, durante il periodo in cui la collana era pubblicata dalla First Comics.
Nel 2003 David ha iniziato a scrivere Fallen Angel, la sua nuova serie creator-owned per la DC. Quest'ultima cancellò il titolo dopo 20 albi, ma l'autore lo riprese alla fine del 2005 per la IDW Publishing. Sempre per questo editore ha scritto Spike: Old Times, sul personaggio della serie televisive Buffy l'ammazzavampiri e Angel.
Sempre del 2005 è un breve ritorno a The Incredibile Hulk, che lascia dopo pochi numeri per i numerosi impegni. Dà il via anche a una nuova serie Friendly Neighborhood Spider-Man, che parte con il crossover The Other (L'Altro), collegato ad altre saghe di J. Michael Straczynski (su Amazing Spider-Man) e Reginald Hudlin (su Marvel Knights Spider-Man). Nel crossover si descrive l'arrampicamuri che scopre che sta morendo, perde un occhio in un traumatico combattimento con Morlun, subisce una trasformazione in crisalide da cui emerge con nuove abilità e una accresciuta conoscenza dei suoi poteri. La saga ha creato reazioni controverse per lo sconvolgimento causato allo status quo e alle fattezze del personaggio (gli spuntano aculei retrattili dalle braccia) e l'instaurazione definitiva di un totem come origine dei poteri.
Nello stesso anno David ha scritto la miniserie MadroX, il cui successo ha portato alla pubblicazione di un nuovo mensile di X-Factor a sua firma. La collana è il rinnovamento dell'omonima serie dei tardi anni novanta, che aveva per protagonisti sempre Jamie Madrox, l'Uomo Multiplo, e altri personaggi. A differenza della precedente versione, dove X-Factor era il nome di un supergruppo, qui gli eroi lavorano per un'agenzia di investigazione.
L'undici febbraio 2006 Peter David ha annunciato alla WonderCon in California di aver firmato un contratto in esclusiva per la Marvel Comics. Fallen Angel, Soulsearchers and Company and David's Spike sono state escluse dal contratto, in modo da non essere vincolate da esso. Il primo progetto intrapreso – annunciato il 5 aprile 2006 – è la serie a fumetti tratta dai romanzi di Stephen King della serie La torre nera (Dark Tower) disegnata da Jae Lee.
Dopo una serie di problemi di salute iniziati nel 2012 e un aggravamento che aveva portato a una raccolta fondi in suo favore nel 2022, è morto dopo una lunga malattia nel maggio 2025.

### Narrativa
David ha scritto dozzine di romanzi, molti dei quali sono apparsi sulla New York Times bestseller list. I romanzi di Star Trek sono quelli per cui è meglio conosciuto, tra cui Q-in-Law, I, Q, Vendetta, Q-Squared e Imzadi, uno dei romanzi di Star Trek più venduti di tutti i tempi; nel 1997 ha creato con John J. Ordover la serie di romanzi Star Trek: New Frontier, uno spin-off di Star Trek - The Next Generation. Ha anche scritto cinque romanzi di Babylon 5, tre dei quali erano originali mentre due di essi erano adattamenti dei film per la TV Thirdspace e In the Beginning.
Altri suoi adattamenti includono quelli dei film Il ritorno del mostro della palude, Le avventure di Rocketeer, Batman Forever, Spider-Man, Spider-Man 2, Hulk e I Fantastici Quattro, e l'adattamento di una sceneggiatura non utilizzata di Alien Nation, Body and Soul.
David ha anche scritto opere fantasy originali. Il suo primo romanzo, Howling Mad, narra di un lupo che si trasforma in un essere umano dopo essere stato morso da un licantropo. Il suo romanzo Knight Life, che parla della comparsa di Re Artù nell'odierna New York, fu uno dei suoi primi lavori, e divenne una trilogia con i seguiti One Knight Only e Fall of Knight (quest'ultimo pubblicato il 6 giugno 2006). La sua trilogia Sir Apropos of Nothing (Sir Apropos of Nothing, The Woad to Wuin e Tong Lashing) presenta personaggi e ambientazioni completamente create da lui.
Nel 1992 Peter David ha avuto una candidatura per il miglior romanzo nei Prometheus Award.

### Altre opere pubblicate
- Prima che David diventasse uno scrittore di professione era un prolifico autore di fan fiction, tra cui The TARDIS at Pooh Corne.
- David ha anche assistito l'attore di Star Trek James Doohan con la sua autobiografia del 1996 Beam Me Up, Scotty.
- Il suo libro istruttivo Writing Comics with Peter David è stato pubblicato dalla Impact Books nel giugno 2006, finalmente tradotto in italiano, col titolo Scrivere fumetti e graphic novel da Dino Audino editore nel 2010.
- Sul newsmagazine bimestrale Comics Buyer's Guide appare in ogni numero un suo articolo di opinione, nella rubrica chiamata "But I Digress".

### Altri media
David ha scritto per numerose serie televisive. Ha scritto due sceneggiature per Babylon 5 (le storie della seconda stagione Soul Mates e There All the Honor Lies) e una per il suo seguito Crusade (Ruling from the Tomb). Con l'attore e scrittore Bill Mumy ha co-creato la serie televisiva Space Cases, che è durata due stagioni sul canale Nickelodeon. Ha anche scritto e co-prodotto numerosi film per la Full Moon Entertainment, ed è anche apparso in alcuni cameo in qualche film.
Nel 2010 ha anche scritto un romanzo originale Fable. L'ordine dei Balverini la cui storia si colloca temporalmente tra gli eventi dei videogiochi in esclusiva per Xbox 360, Fable II e Fable III. Nel 2011 pubblica un secondo libro ambientato nello stesso immaginario mondo: Fable. Legami di sangue.

### Personalità
In più di un'occasione problemi editoriali o pressioni tese a modificare o ri-scrivere le sue storie hanno costretto David a lasciare le serie che stava scrivendo: emblematica in questo senso la sua decisione di lasciare la serie Marvel X-Factor per essere sempre stato costretto a modificare le sue trame per venire incontro ai numerosi eventi crossover che riguardano le testate mutanti (come X-Men, X-Force, ecc.). Quando David lasciò The Incredible Hulk a causa delle pressioni editoriali, alcuni dei punti salienti della storia del personaggio che David aveva fissato furono rovesciati dai successivi team creativi.
Mentre tali conflitti creativo-editoriali avvengono comunemente nelle serie a fumetti americane, le partenze di autori i cui lavori sono i preferiti dai fan (com'erano spesso quelli di David) tendono a generare più notorietà nel mondo dei fumetti. La personalità di David e l'alta visibilità nella professione di fumettista ha portato quindi a dissapori creativi o personali con qualche suo collega, in particolare numerosi contrasti pubblici con il creatore di Spawn Todd McFarlane durante gli anni novanta quanto l'etichetta di McFarlane, la Image Comics, scalò le classifiche di vendita americane. Questo culminò nella convention Comicfest a Filadelfia nel novembre 1993, in cui i due parteciparono a un dibattito pubblico moderato dall'artista George Pérez. L'argomento del dibattito era l'affermazione di McFarlane che la Image non veniva trattata equamente dai media (e dalla rubrica di David "But I Digress" sul Comics Buyer's Guide in particolare). I tre giudici, Maggie Thompson (editore della Comics Buyer's Guide), William Christensen (della rivista Wizard) e John Danovich (della rivista Hero Illustrated), votarono 2-1 in favore di David.
David è stato anche coinvolto in contrasti pubblici con Erik Larsen, John Byrne, l'editor-in-chief della Marvel Joe Quesada, lo scrittore/regista Kevin Smith e il vicepresidente e direttore esecutivo della DC Comics Dan DiDio.

## Opere

### Volumi vari
- Howling Mad, Ace Books, 1989. ISBN 0-441-34663-4
- The Rocketeer, Bantam, 1991. ISBN 0-553-29322-2
- But I Digress, Krause Publications, 1994. ISBN 0-87341-286-9
- The Best of Marvel 1994 (con Mark Gruenwald), Marvel Comics, 1995. ISBN 0-7851-0071-7
- Soulsearchers & Company: On the Case! (con Richard Howell, Amanda Conner e Jim Mooney), Boffin Books, 1996. ISBN 0-9653109-1-4
- Onslaught: Eye of the Storm, Marvel Comics, 1997. ISBN 0-7851-0283-3
- Teenage Mutant Ninja Turtles Volume 1 (con LeSean), Dreamwave, 2003. ISBN 0-9732786-8-4
- Madrox: Multiple Choice (con Pablo Raimondi), Marvel Comics, 2005. ISBN 0-7851-1500-5
- Fantastic Four, Pocket Star, 2005. ISBN 1-4165-0980-1
- Fallen Angel Volume 1 (con J.K. Woodward), IDW Publishing, 2006. ISBN 1-933239-77-8
- Red Sonja vs. Thulsa Doom (con Luke Lieberman e Will Conrad), Dynamite Entertainment, 2006. ISBN 1-933305-96-7
- Untold Tales Of The New Universe (con Tony Bedard, C. B. Cebulski, Tony Lee, Arnold Pander, Fred Van Lente, Jeff Parker, Javier Paludo, Carmine Di Giandomenico, M. D. Bright e Leonard Kirk), Marvel Comics, 2006. ISBN 0-7851-2185-4
- Writing for Comics with Peter David, Writers Digest Books, 2006. ISBN 1-58180-730-9
- Scrivere fumetti e graphic novel, Dino Audino editore, 2010. ISBN 978-88-7527-089-6

### Aquaman
- Time and Tide (con Kirk Jarvinen), DC Comics, 1996. ISBN 1-56389-259-6

### Alien Nation
- Body and Soul, Pocket Books, 1993. ISBN 0-671-73601-9

### Babylon 5 (su un soggetto di J. Michael Straczynski)
- Legions of Fire, Book 1 - The Long Night of Centauri Prime, Del Rey, 1999. ISBN 0-345-42718-1
- Legions of Fire, Book 2 - Armies of Light and Dark, Del Rey, 2000. ISBN 0-345-42719-X
- Legions of Fire, Book 3 - Out of the Darkness, Del Rey, 2000. ISBN 0-345-42720-3

#### Babylon 5: episodi romanzati (su una sceneggiatura di J. Michael Straczynski)
- In the Beginning, Del Rey, 1995. ISBN 0-345-48363-4
- Thirdspace, Del Rey, 1998. ISBN 0-345-42454-9

### Battlestar Galactica
- Sagittarius Is Bleeding, Tor Books, 2006. ISBN 0-7653-1607-2

### Batman
- Batman Forever (con Janet Scott Batchler, Lee Batchler, Akiva Goldsman e Bob Kane), Warner Books Inc., 1995. ISBN 0-446-60217-5

### Capitan Marvel (Marvel Comics)
- Nothing to Lose, Marvel Entertainment Group, 2003. ISBN 0-7851-1104-2
- Crazy Like a Fox (con Michael Ryan, Paul Azaceta, Chris Sotomayor e Andy Schmidt), Marvel Comics, 2004. ISBN 0-7851-1340-1
- Odyssey (con Aaron Lopresti), Marvel Comics, 2004. ISBN 0-7851-1530-7

### Dinotopia Digest Novels
- The Maze, Random House Books, 1998. ISBN 0-679-88264-2

### Modern Arthur
- Knight Life, Ace Hardcover, 1987. ISBN 0-441-00936-0
- One Knight Only, Ace, 2003. ISBN 0-441-01174-8
- Fall of Knight, Ace Hardcover, 2006. ISBN 0-441-01402-X

### Photon (scritti come David Peters)
- For the Glory (1987)
- High Stakes (1987)
- In Search of Mom (1987)
- This Is Your Life, Bhodi Li (1987)
- Exile (1987)
- Skin Deep (1988)

### Psi-Man (scritti come David Peters)
- Mind-Force Warrior, Diamond/Charter, 1990. ISBN 1-55773-399-6
- Deathscape, Diamond/Charter, 1990. ISBN 1-55773-450-X
- Main Street D.O.A., Diamond/Charter, 1991. ISBN 1-55773-492-5
- The Chaos Kid, Diamond/Charter, 1991. ISBN 0-441-00745-7
- Stalker, Diamond/Charter, 1991. ISBN 1-55773-617-0
- Haven, Diamond/Charter, 1992. ISBN 1-55773-709-6

### Sir Apropos of Nothing
- Sir Apropos of Nothing, Pocket Books, 2002. ISBN 0-7434-1234-6
- The Woad to Wuin, Pocket Star, 2003. ISBN 0-7434-4832-4
- Tong Lashing, Pocket Star, 2003. ISBN 0-7434-4912-6
- Sir Apropos of Nothing and the Adventure of the Receding Heir (short story, published in the anthology Heroes in Training, 2007, ISBN 978-0756404383)
- Gypsies, Vamps, and Thieves (with Robin Riggs), IDW Publishing, 2009. ISBN 1-60010-451-7
- Pyramid Schemes, Second Age, Inc., 2016. ISBN 978-0983687771

### Spider-Man
- Spider-Man, Del Rey, 2002. ISBN 0-345-45005-1
- Spider-Man 2, Del Rey, 2004. ISBN 0-345-47054-0
- Spider-Man: The Other (con Reginald Hudlin, J. Michael Straczynski, Pat Lee, Mike Wieringo e Mike Deodato), Marvel Comics, 2006. ISBN 0-7851-2188-9

### Spike
- Spike (con Scott Tipton e Fernando Goni), IDW Publishing, 2006. ISBN 1-60010-030-9
- Spike vs. Dracula (con Joe Corroney e Mike Ratera), IDW Publishing, 2006. ISBN 1-60010-012-0

### Spyboy (scritto con Pop Mhan e Norman Lee)
- Deadly Gourmet Affair, Dark Horse Comics, 1999. ISBN 1-56971-463-0
- Trial and Terror, Dark Horse, 2001. ISBN 1-56971-501-7
- Bet Your Life (con Carlos Meglia), Dark Horse, 2001. ISBN 1-56971-617-X
- Undercover, Underwear!, Dark Horse, 2002. ISBN 1-56971-664-1
- Spy-School Confidential, Dark Horse, 2002. ISBN 1-56971-834-2
- The M.A.N.G.A. Affair, Dark Horse, 2003. ISBN 1-56971-984-5
- Spyboy/Young Justice (con Jamie Mendoza e Todd Nauck), Dark Horse, 2003. ISBN 1-56971-850-4
- Final Exam (and Dan Jackson), Dark Horse, 2005. ISBN 1-59307-017-9

### Star Trek
- The Trial of James T. Kirk (con James W. Fry e Gordon Purcell), Titan Books, 2006. ISBN 1-84576-315-7
- Death Before Dishonor (con James W. Fry e Arne Starr), 2006. ISBN 1-84576-154-5

#### Star Trek: Captain Sulu Adventure
- Cacophony (con George Takei), Simon & Schuster (Trade Division), 1994. ISBN 0-671-85331-7

#### Star Trek: Captain Table
- Once Burned, Pocket Books, 1998. ISBN 0-671-02078-1

#### Star Trek: Deep Space Nine
- The Siege, Pocket Books, 1993.
- Wrath of the Prophets (con Robert Greenberger e Michael Jan Friedman), Pocket Books, 1997. ISBN 0-671-53817-9

#### Star Trek: Gateways
- Cold Wars, Pocket Books, 2001. ISBN 0-671-04242-4
- What Lay Beyond (con Diane Carey, Keith R. A. DeCandido, Christie Golden, Robert Greenberger e Susan Wright), Pocket Books, 2002. ISBN 0-7434-5683-1

#### Star Trek: Starfleet Academy
- Worf's First Adventure, Simon & Schuster, 1993. ISBN 0-671-85212-4
- Line of Fire, Simon & Schuster, 1993. ISBN 0-671-87085-8
- Starfleet Academy - Survival, Simon & Schuster, 1994. ISBN 0-671-85214-0

#### Star Trek: New Frontier
- House of Cards, Pocket Books, 1997. ISBN 0-671-01395-5
- Into the Void, Pocket Books, 1997. ISBN 0-671-01396-3
- The Two Front War, Pocket Books, 1997. ISBN 0-671-01397-1
- End Game, Pocket Books, 1997. ISBN 0-671-01398-X
- Martyr, Pocket Books, 1998. ISBN 0-671-02036-6
- Fire on High, Pocket Books, 1998. ISBN 0-671-02037-4
- Star Trek: New Frontier (raccolta), Pocket Books, 1998. ISBN 0-671-01978-3
- The Quiet Place, Pocket Books, 1999. ISBN 0-671-02079-X
- Dark Allies, Pocket Books, 1999. ISBN 0-671-02080-3
- Excalibur, Book 1: Requiem, Pocket Books, 2000. ISBN 0-671-04238-6
- Excalibur, Book 2: Renaissance, Pocket Books, 2000. ISBN 0-671-04239-4
- Excalibur, Book 3: Restoration, Pocket Books, 2001. ISBN 0-7434-1064-5
- Being Human, Pocket Books, 2001. ISBN 0-671-04240-8
- Gods Above, Pocket Books, 2003. ISBN 0-7434-1858-1
- After the Fall (edizione in volume), Pocket Books, 2005. ISBN 0-7434-9185-8
- Stone and Anvil, Pocket Books, 2004. ISBN 0-7434-9618-3
- Missing in Action, Pocket Books, 2006. ISBN 1-4165-1080-X
- Treason, Pocket Books, 2009. ISBN 0-7434-2961-3
- Blind Man's Bluff, Gallery Books, 2011. ISBN 978-0-7434-2960-3
- The Returned: Part 1, Pocket Books, 2015.
- The Returned: Part 2, Pocket Books, 2015
- The Returned: Part 3, Pocket Books, 2015.

#### Star Trek - The Next Generation
- Strike Zone, Pocket Books, 1989. ISBN 0-671-74647-2
- A Rock and a Hard Place, Pocket Books, 1990. ISBN 0-671-74142-X
- Vendetta, Pocket Books, 1991. ISBN 0-671-74145-4
- Q-In-Law, Pocket Books, 1991. ISBN 0-8359-1105-5
- Imzadi, Pocket Books, 1993. ISBN 0-671-02610-0
- Q-Squared, Pocket Books, 1994. ISBN 0-671-89151-0
- Double Helix - Double or Nothing, Pocket Books, 1999. ISBN 0-671-03478-2
- Imzadi II: Triangle, Pocket Books, 1999. ISBN 0-671-02538-4
- Imazadi Forever, Pocket Books, 2003. ISBN 0-7434-8510-6

#### Star Trek: The Original Series
- Beam Me Up, Scotty (con James Doohan), 1996. ISBN 0-671-52056-3
- The Rift, Pocket Books, 1991. ISBN 0-671-74796-7
- The Disinherited (con Michael Jan Friedman e Robert Greenberger), Pocket Books, 1992. ISBN 0-671-77958-3
- The Captain's Daughter, Pocket Books, 1995. ISBN 0-671-52047-4

### Supergirl
- Supergirl (con Gary Frank e Terry Dodson), DC Comics, 1998. ISBN 1-56389-410-6
- Many Happy Returns (scritto con Ed Benes), DC Comics, 2003. ISBN 1-4012-0085-0

### The Incredible Hulk
- Ground Zero, Marvel Comics, 1991. ISBN 0-87135-792-5
- Future Imperfect (con George Pérez), Marvel Comics, 1994. ISBN 0-7851-0029-6
- What Savage Beast, Diane Pub Co, 1995. ISBN 0-7567-5967-6
- Ghost of the Past (con Dale Keown), Marvel Comics, 1997. ISBN 0-7851-0261-2
- Hulk, Del Rey, 2003. ISBN 0-345-45967-9
- Tempest Fugit (con Lee Weeks), Marvel Comics, 2005. ISBN 0-7851-1543-9

### Visionaries
- Hulk Visionaries: Peter David, Volume 1 (con Todd McFarlane), Marvel Comics, 2005. ISBN 0-7851-1541-2
- Hulk Visionaries: Peter David, Volume 2 (con Todd McFarlane, Erik Larsen e Jeff Purves), Marvel Comics, 2005. ISBN 0-7851-1878-0
- X-Factor Visionaries: Peter David Volume 1 (con Larry Stroman), Marvel Comics, 2005. ISBN 0-7851-1872-1
- Hulk Visionaries: Peter David, Volume 3 (con Jeff Purves, Alex Saviuk e Keith Pollard), Marvel Comics, 2006. ISBN 0-7851-2095-5

### Wolverine
- Essential Wolverine Volume 1 (con Chris Claremont, Archie Goodwin, John Buscema, Bill Sienkiewicz e John Byrne), Marvel Comics, 2005. ISBN 0-7851-1867-5
- Wolverine Classic Volume 3 (con John Buscema), Marvel Comics, 2006. ISBN 0-7851-2053-X

### X-Factor
- X-Factor: The Longest Night (con Ryan Sook), Marvel Comics, 2006. ISBN 0-7851-1817-9

### Young Justice
- Young Justice: A League of Their Own (con Todd Nauck), Titan Books, 2000. ISBN 1-84023-197-1.